# ホスピタルコーポレーション・オブ・アメリカ
ホスピタルコーポレーション・オブ・アメリカ（Hospital Corporation of America、HCA）は、米国テネシー州に本部を置く、営利型として世界最大の医療提供者である。HCAは米国と英国において、167の病院、113の外科センターを運営している。
2006年、コールバーグ・クラビス・ロバーツとベインキャピタルは、メリルリンチ証券と共に、HCA社を創業者一家より316億ドルで買収した。2011年3月、HCAはニューヨーク証券取引所に再上場し、1260億株が市場に放出された。これはプライベートエクイティからの再上場としては過去最大規模であった